# Harestuvatnet
Harestuvatnet er en sø ved Harestua i den sydlige del af Lunner kommune i Viken fylke i Norge knap 30 kilometer nord for Oslo. Søen ligger 234 moh. og er ca. 4.300 m lang og 950 m bred. Den har en gennemsnitsdybde på ca. 6 meter og er ca. 15 meter på det dybeste. Arealet er ca. 1,9 km². Søen har en bestand af aborre, knude, helt, gedde og ørred samt flodkrebs.
I nordenden af søen kommer Myllselva fra nordvest og Sveselva fra nord, og danner et fint floddelta. Her er en mangfoldig vegetation, med blandt andet stor forekomst af pors.
I sommeren 2012 blev der gennemført en overvågningsundersøgelse af Harestuvannet, i forbindelse med etablering af nyt rensningsanlæg for Harestua og Grua. Rensningsanlæget har udløb på 9 meters dybde i søen. Målingerne viste at vandet fortsat er i god til meget god økologisk tilstand. Bakteriemængden er indenfor kravet til badevand, og mængden af næringssalte ligger godt indenfor resipientkapasiteten. Desuden er iltsituationen under vinterisen god.
Harestuvannet løber ind i Strykenvatnet ved Stryken i syd og videre ind i tjernet Strekan og derfra ud i den del af Nitelva der kaldes Hakadalselva.